# 高速道路交流推進財団

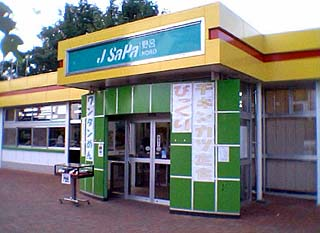
J-SaPa時代のPAの例
千葉東金道路野呂パーキングエリア

財団法人高速道路交流推進財団（こうそくどうろこうりゅうすいしんざいだん）は、日本の高速道路に関する公益事業と、一般国道のサービスエリア（SA）・パーキングエリア（PA）の整備・管理・運営を行う公益法人。2013年3月1日をもって、財団法人国土計画協会と合併して消滅法人として解散した。元国土交通省所管。

## 概要
1965年に財団法人道路施設協会として設立され、1998年の法人分割時に財団法人道路サービス機構（愛称：J-SaPa（ジェイサパ））に改称。かつては日本全国各地の高速道路（特に旧日本道路公団管理の道路が中心）上のSA・PAの管理・運営を一手に引き受けていた（一部を除く）が、道路関係四公団民営化に伴い、2006年4月1日付けで、一部を除き（後述）、それぞれ、ネクセリア東日本（東日本高速道路のSA・PA運営子会社、後にネクスコ東日本エリアトラクトへ社名変更）、中日本エクシス（中日本高速道路のSA・PA運営子会社）、西日本高速道路サービス・ホールディングス（西日本高速道路のSA・PA運営子会社）に事業を承継し、高速道路交流推進財団に改称した。
なお、道路サービス機構時代には、秋田県、山形県、東京都、石川県、三重県、島根県、香川県、高知県、長崎県、大分県には、この道路サービス機構（ジェイサパ）のサービスエリアやパーキングエリアは、一箇所も存在しなかった。山形・島根には、ハロースクエアのサービスエリアやパーキングエリアも存在しなかった。

## 沿革
- 1965年5月27日 - 当時の建設大臣の認可を得て財団法人道路施設協会として設立
- 1998年10月1日 - 道路サービス機構とハイウェイ交流センターとに分割
- 2006年4月1日 - 2005年10月の道路関係四公団民営化に伴い、道路サービス機構とハイウェイ交流センターの一部の事業を引き継ぎ、高速道路交流推進財団に名称変更[5]
- 2009年3月31日 - 高峰サービスエリアの上り線を廃止[6]。
- 2011年3月31日 - 別所パーキングエリアの営業を終了[7]。
- 2012年3月31日 - 五月橋サービスエリアを廃止[8]。

## 組織
- 総務部
  - 総務課
- 企画部
  - 企画一課
  - 企画二課

## 主な事業
- 一般国道でのサービス提供
  - 名阪国道 高峰サービスエリア（下り）、伊賀サービスエリア
- 交通遺児就学金援助
- 有料道路障害者割引制度支援事業

2009年3月、景気対策の一環として、ETC車載器購入費助成に、JH時代に形成した約340億円の資産のうち約60億円（霞が関埋蔵金）を拠出する。